# Islands (킹 크림슨의 음반)
《Islands》는 1971년 12월 3일, 아일랜드 레코드에서 발매된 영국의 프로그레시브 록 밴드 킹 크림슨의 네 번째 스튜디오 음반이다. 《Islands》는 이 그룹의 3부작인 《Larks' Tongues in Aspic》, 《Starless and Bible Black》 그리고 《Red》에 앞서 마지막 킹 크림슨의 스튜디오 음반이 될 것이다. 창단 멤버인 피터 신필드의 가사를 담은 마지막 음반이기도 하다.
음악적으로 이 음반은 킹 크림슨의 이전 음반인 《Lizard》의 즉흥적인 재즈 성향을 확장했다. 비평가들과 팬들로부터 엇갈린 반응을 얻었다.

## 배경
〈The Letters〉의 화성적 기반은 자일스, 자일스 앤 프립의 곡 〈Why Don't You Just Drop In〉에서 가져온 것으로, 이 곡은 컴필레이션 음반 《The Brondesbury Tapes》에 수록되어 있다. 또한 브리지 부분은 킹 크림슨 초창기 라인업이 연주한 버전인 〈Drop In〉에서 따온 것으로, 이 버전은 이후 라이브 음반 《Epitaph》에 수록되어 발표되었다.

## 커버 아트
원래 영국과 유럽의 커버는 궁수자리의 삼렬 성운을 묘사하고 있으며 밴드의 이름도 제목도 표시하지 않았다. 오리지널 미국과 캐나다 음반 커버 (애틀랜틱 레코드에 의해 발매됨)는 피터 신필드의 오프 화이트 그림으로 색칠된 "섬"을 그렸다. 이것은 영국에서 내부 게이트폴드 슬리브로 사용되었다. 킹 크림슨 목록이 EG에 의해 재발행되었을 때, 그들은 전 세계적으로 "삼렬 성운" 커버로 표준화되었다.

## 발매
1971년 12월 3일에 발매된 《Islands》은 영국 음반 차트에서 30위에 올랐다.
이 음반은 2010년 킹 크림슨의 40주년 기념 시리즈에서 다섯 번째 음반으로 재발매되었는데, 새로운 스테레오와 5.1 서라운드 믹스 (스티븐 윌슨과 로버트 프립)와 시드 스미스 슬리브 노트, 풍부한 추가 트랙과 대안 버전이 수록되어 있다. 이 CD는 스튜디오 테이크, 런스루, 믹스의 거의 완전한 대안 음반을 대표하는 추가 트랙 그룹과 함께 스티븐 윌슨과 로버트 프립의 완벽한 스테레오 리믹스를 제공한다. DVD-A는 2010년 믹스의 하이레즈 스테레오 버전인 스티븐 윌슨의 완전한 5.1 서라운드 사운드 믹스, 30주년 기념 마스터 소스에서 가져온 하이레스의 스테레오 버전, 그리고 거의 90분간의 추가 자료로, 많은 스튜디오를 포함하여 이전에 공개되지 않은 대다수의 스튜디오는 이번 발매를 위해 특별히 원래의 녹음 세션에서 혼합되었다. 이 자료에는 〈Pictures of a City〉 (1969년 라인업에서 행한 최종 신곡 중 하나)의 초기 리허설부터 이전에 들어보지 못한 〈A Peacemaking Stint Unrolls〉 (나중에 킹 크림슨 음반에서 완전히 실현된 형태로 나타날 초기 아이디어와 요소들을 보여줌)까지, 플립이 멜로트론에서 〈Islands〉의 곡조를 연주하는 파편, 줌 클럽에서 라이브로 나오는 〈Sailor's Tale〉 등등이 수록되어 있다.

## 평가
| 평가 점수                     | 평가 점수 |
| 출처                          | 점수      |
| ----------------------------- | --------- |
| All About Jazz                | [ 12 ]    |
| AllMusic                      | [ 8 ]     |
| Christgau's Record Guide      | C         |
| Encyclopedia of Popular Music | [ 14 ]    |
| The Great Rock Discography    | 7/10      |
| Mojo                          | [ 16 ]    |
| MusicHound                    | [ 17 ]    |
| Rolling Stone                 | mixed     |
| The Rolling Stone Album Guide | [ 19 ]    |
| Sputnikmusic                  | [ 20 ]    |

회고적 평가는 엇갈렸으며, 비평가들은 대체로 밴드의 연주력은 호평했으나 작곡과 음반 구성에 대해서는 방향성이 부족하다고 평가했다. 올뮤직은 이 음반을 "킹 크림슨 초창기 시대 스튜디오 음반 중 가장 약한 작품"이라고 평가하며, "밴드의 이전 작품들의 놀라운 높은 수준과 비교할 때에만 실망스럽다"고 평했다. 반면, 올 어바웃 재즈는 이 음반을 "잘 기획되고, 훌륭하게 연주되었으며, 완벽하게 배열된 작품"으로 묘사하고, 프립이 록 음악 맥락에서 "더 정교한 재즈 어휘"를 사용한 점을 높이 평가했다.

## 곡 목록
모든 곡들은 로버트 프립과 피터 신필드에 의해 작사/작곡하였다.
| #  | 제목                     | 재생 시간 |
| -- | ------------------------ | --------- |
| 1. | 〈Formentera Lady〉      | 10:18     |
| 2. | 〈Sailor's Tale〉 (기악) | 7:29      |
| 3. | 〈The Letters〉          | 4:28      |

| #  | 제목                                  | 재생 시간 |
| -- | ------------------------------------- | --------- |
| 4. | 〈Ladies of the Road〉                | 5:31      |
| 5. | 〈Prelude: Song of the Gulls〉 (기악) | 4:14      |
| 6. | 〈Islands〉                           | 11:51     |